# Mor W.A.
Mor W.A. – zespół muzyczny powstały pod koniec 1997 roku na warszawskim Ursynowie. W jego skład weszło trzech raperów: Wigor (związany wcześniej z 2CW), Pepper, Łyskacz. Na początku działali jako S.E.N. Mor W.A.

## Działalność artystyczna
Zadebiutowali w 1998 roku utworem „Unoszę głowę” umieszczonym na ciemnej stronie Produkcji hip-hop DJ-a 600 V. Później pojawili się na składance Hiphopowy raport z osiedla w najlepszym wykonaniu w utworze „Coś się rozkręca”. Na początku 2000 roku członkowie zespołu podpisali kontrakt z wytwórnią Pomaton EMI. We wrześniu 2000 roku, już pod nazwą Mor W.A., wydali swoją debiutancką płytę pt. Te słowa mówią wszystko poprzedzoną singlem „Żyć nie umierać”.
Dwa lata później ukazała się ich kolejna płyta pt. Morwa drzewo. Dograli się też wtedy na płytę Firmy pt. Z dedykacją dla ulicy. W 2003 roku wraz z magazynem „Ślizg” ukazała się kompilacja różnych wykonawców na której znalazł się zapis wideo koncertu zespołu na Litwie. Obraz zrealizowała grupa producencka Moustache Filmnacja. Po wydaniu drugiego albumu członkowie Mor W.A. zorganizowali własne studio o nazwie Drugi Dom, w którym nagrali trzecią płytę pt. Dla słuchaczy, która ukazała się w maju 2004 roku. Po jej ukazaniu się Wigor razem z Jurasem (byłym członkiem WSP) stworzył duet, którego owocem była płyta Wysokie loty, która wyszła pod koniec 2005 roku nakładem Prosto. W 2007 roku ukazał się czwarty album zespołu pt. Uliczne Esperanto.
13 marca 2012 roku miała miejsca premiera albumu pt. Reedycja 2000–2012, w którym zostały umieszczone wszystkie dotychczas wydane płyty Mor W.A. z dodatkowym albumem CD z remiksami utworu „Korzenie” oraz płytą DVD ze wszystkimi teledyskami grupy.
Kolejny album, zatytułowany Vademecum, zespół wydał 14 lutego 2023 roku.

## Dyskografia
Albumy
| Rok  | Album                                                                        | Pozycja na liście |
| Rok  | Album                                                                        | POL               |
| ---- | ---------------------------------------------------------------------------- | ----------------- |
| 2000 | Te słowa mówią wszystko - Data: 23 września 2000 - Wydawca: EMI Music Poland | –                 |
| 2002 | Morwa drzewo - Data: 26 października 2002 - Wydawca: EMI Music Poland        | 34                |
| 2004 | Dla słuchaczy - Data: 1 maja 2004 - Wydawca: EMI Music Poland                | 20                |
| 2007 | Uliczne Esperanto - Data: 18 czerwca 2007 - Wydawca: EMI Music Poland        | 43                |
| 2012 | Reedycja 2000–2012 - Data: 13 marca 2012 - Wydawca: EMI Music Poland         | 56                |
| 2023 | Vademecum - Data: 14 lutego 2023 - Wydawca: Morwa Music                      | 5                 |

Single
| Rok                           | Tytuł                                   | Pozycja na liście | Pozycja na liście | Album                   |
| Rok                           | Tytuł                                   | SLiP              | PiK               | Album                   |
| ----------------------------- | --------------------------------------- | ----------------- | ----------------- | ----------------------- |
| 2000                          | „Żyć nie umierać”                       | –                 | –                 | Te słowa mówią wszystko |
| 2001                          | „Idź za ciosem”                         | 30                | –                 | Te słowa mówią wszystko |
| 2002                          | „My to my”                              | 46                | –                 | Morwa drzewo            |
| 2004                          | „Dla słuchaczy”                         | 9                 | 15                | Dla słuchaczy           |
| 2022                          | „Dobrze nas zapamiętaj”                 | -                 | -                 | Vademecum               |
| 2022                          | „Na zawsze w sercu”                     | -                 | -                 | Vademecum               |
| 2023                          | „BSNT2”                                 | -                 | -                 | Vademecum               |
| 2023                          | „DS2” (gościnnie: O.S.T.R. i Z.B.U.K.U) | -                 | -                 | Vademecum               |
| „–” pozycja nie była notowana |                                         |                   |                   |                         |

Inne
| Rok  | Utwór | Album                                                            | Źródło |
| ---- | --- | ---------------------------------------------------------------- | ------ |
| 1998 | „Coś się rozkręca” – Mor W.A. | Hiphopowy raport z osiedla w najlepszym wykonaniu (kompilacja)   | [ 19 ] |
| 1998 | „Unoszę głowę” – Mor W.A. | Osiedle pełne rymów czyli hip hop jak okiem sięgnąć (kompilacja) | [ 20 ] |
| 2001 | „Idź za ciosem (Waco Remix)” – Mor W.A. „Poszło po kosztach (Zbynek Remix)” – Mor W.A.                                                                                       | Zjazd na baze – Remiksy (kompilacja)                             | [ 21 ] |
| 2002 | „Być w porządku” – Firma (gościnnie: Mor W.A.) | Z dedykacją dla ulicy                                            | [ 2 ]  |
| 2004 | „Dla słuchaczy” – Mor W.A. „My to my” – Mor W.A. | Hip-Hop.pl – Kompilacja (kompilacja)                             | [ 22 ] |
| 2004 | „Dla słuchaczy” – Mor W.A. | Hiphopstacja 2 (kompilacja)                                      | [ 23 ] |
| 2004 | „Śmieszne pieniądze” – Mor W.A. | Road Hip Hop 2004 (kompilacja)                                   | [ 24 ] |
| 2004 | „Co się rozkręca” – Mor W.A. | To jest Hip-Hop Vol.1 (kompilacja)                               | [ 25 ] |
| 2009 | „Unoszę głowę” – DJ 600V, Mor W.A. | Road Rap Hit Vol.2 (kompilacja)                                  | [ 26 ] |
| 2019 | „Style” – Rest, Kafar (gościnne: Frosti Rege, Dedis, Kacper HTA, Kaczor BRS, Michrus, Z.B.U.K.U, Ero, Mor W.A., BRZ, Nizioł, KPSN, Śliwa, Siuwax, Ostry BZM, Hukos, Jongmen) | BSNT                                                             | [ 27 ] |

## Teledyski
| Rok  | Utwór                        | Reżyseria                       | Album                   | Źródło |
| ---- | ---------------------------- | ------------------------------- | ----------------------- | ------ |
| 2000 | „Żyć nie umierać”            |                                 | Te słowa mówią wszystko | [ 28 ] |
| 2000 | „B.S.N.T”                    |                                 | Te słowa mówią wszystko | [ 28 ] |
| 2001 | „Idź za ciosem”              |                                 | Te słowa mówią wszystko | [ 28 ] |
| 2002 | „My to my”                   |                                 | Morwa drzewo            | [ 28 ] |
| 2002 | „Tam i z powrotem”           |                                 | Morwa drzewo            | [ 28 ] |
| 2003 | „Morwa drzewo”               | Filip Centkowski, Igor Procajło | Morwa drzewo            | [ 29 ] |
| 2004 | „Dla słuchaczy”              | Grupa 13                        | Dla słuchaczy           | [ 28 ] |
| 2004 | „Dla słuchaczy – Kejo remix” | Grupa 13                        | Dla słuchaczy           | [ 28 ] |
| 2004 | „Rap jak znalazł”            |                                 | Dla słuchaczy           | [ 28 ] |
| 2004 | „Ciekawe czasy”              |                                 | Dla słuchaczy           | [ 28 ] |
| 2004 | „Śmieszne pieniądze”         |                                 | Dla słuchaczy           | [ 28 ] |
| 2007 | „Uliczne Esperanto”          | Mor W.A., Szymon Rządkowski     | Uliczne Esperanto       | [ 30 ] |
| 2011 | „Korzenie”                   | R5Films                         | Reedycja 2000–2012      | [ 31 ] |
| 2022 | „Dobrze nas zapamiętaj”      |                                 | Vademecum               | [ 15 ] |
| 2022 | „Na zawsze w sercu”          | Sebastian Wełdycz               | Vademecum               | [ 16 ] |
| 2023 | „BSNT2”                      |                                 | Vademecum               | [ 18 ] |
| 2023 | „DS2”                        |                                 | Vademecum               | [ 5 ]  |

## Nagrody i wyróżnienia
| Rok  | Nagroda   | Kategoria                                            | Uwagi     | Źródło |
| ---- | --------- | ---------------------------------------------------- | --------- | ------ |
| 2004 | Yach Film | „Plastyczna aranżacja przestrzeni” – „Dla słuchaczy” | Nominacja | [ 32 ] |